# Sarajevski športski klub
Sarajevski športski klub bio je bosanskohercegovački sportski klub iz Sarajeva. 

## Povijest
Klub je nastao u veljači 1919. ujedinjenjem klubova Đačkog muslimanskog ŠK i Soko, koji su počeli djelovati prije Prvog svjetskog rata, u novi klub imena Muslimanski ŠK. Također se navodi pod imenom Jugoslavenski muslimanski športski klub. Promjenom klupskih pravila 25. lipnja 1921. kluba mijenja ime u Sarajevski športski klub te ukida pravilo koje je jedino muslimanima dozvoljavalo članstvo. Godine 1926. mijenja ime u SŠK Osman.
Klupska turistička sekcija bila je prva turistička sekcija u Bosni i Hercegovini nakon Prvog svjetskog rata.

### Nogometna sekcija
Domaće utakmice igrala je na igralištu u Skenderiji, uz Hajduk i Slaviju. Natjecala se u I. razredu Sarajevskog nogometnog podsaveza od 1920. do 1926. 

#### Pregled plasmana po sezonama
| Sezona        | Rang | Liga                                       | Plasman | Izvor  |
| ------------- | ---- | ------------------------------------------ | ------- | ------ |
| 1920. (ljeto) | I.   | I. razred Sarajevskog nogometnog podsaveza | 4./5.   | [ 5 ]  |
| 1920. (jesen) | I.   | I. razred Sarajevskog nogometnog podsaveza | 4./4.   | [ 5 ]  |
| 1920./21.     | I.   | I. razred Sarajevskog nogometnog podsaveza | 4./7.   | [ 6 ]  |
| 1921./22.     | I.   | I. razred Sarajevskog nogometnog podsaveza | 4./4.   | [ 7 ]  |
| 1922./23.     | I.   | I. razred Sarajevskog nogometnog podsaveza | 4./5.   | [ 8 ]  |
| 1923./24.     | I.   | I. razred Sarajevskog nogometnog podsaveza | 3./5.   | [ 9 ]  |
| 1924./25.     | I.   | I. razred Sarajevskog nogometnog podsaveza | 2./5.   | [ 10 ] |
| 1925./26.     | I.   | I. razred Sarajevskog nogometnog podsaveza | 4./4.   | [ 3 ]  |